# Wodokaczka
Wodokaczka – dawna osada śródleśna i uroczysko, od 1934 w obrębie Czarnej Białostockiej (województwo podlaskie). Położona jest w widłach ulic Czajkowskiego i Parkowej, w zachodniej części miasta.
Znajduje się tu kościół rzymskokatolicki pw. Świętej Rodziny z 1976 roku.

## Historia
W 1921 roku wieś Wodokaczka liczyła 187 mieszkańców w 27 domach a nadleśnictwo Wodokaczka (spisane z leśniczówką Greńskie) 231 mieszkańców w 15 domach. Przeważała ludność polska wyznania rzymskokatolickego.
Do 1927 roku miejscowość należała do gminy Czarna Wieś w powiecie sokólskim, w województwie białostockim, a w latach 1927–1954 do gminy Czarna Wieś w powiecie białostockim (od 1944 w województwie białostockim). 
W 1934 roku doszło do zamian nieruchomości państwowych: gruntów o powierzchni łącznej 3,0871 ha, składających się z pasa o powierzchni 0,0871 ha w oddziale 182 w uroczysku Wodokaczka w nadleśnictwie Czarna Wieś wzdłuż północno-zachodniej granicy terenu tartacznego oraz z parceli o powierzchni 3 ha w południowo-wschodniej części oddziału 200 w tymże nadleśnictwie, na grunt o powierzchni 1,0421 ha w uroczysku Wodokaczka w gminie Czarna Wieś. Odtąd Wodokaczka nie figuruje w spisach jako samodzielna miejscowość. 